# Gerhard David
Gerhard David (* 12. Juli 1920 in Dresden; † 23. Juli 1976 in Schneeberg) war ein deutscher Maler und Grafiker.

## Leben und Werk
David arbeitete nach der Volksschule von 1935 bis 1940 als Landarbeiter. Dann nahm er als Soldat der Wehrmacht am Zweiten Weltkrieg teil. 1943 verlor er infolge einer Verwundung die rechte Hand. Dennoch entschloss er sich für eine künstlerische Laufbahn. 1944 war er Volontär im Malsaal der Dresdner Oper. Von 1944 bis 1945 studiert er in Dresden bei Adolf Mahnke (1891–1945) an der Staatlichen Akademie der bildenden Künste und von 1947 bis 1950 Malerei und Grafik bei Wilhelm Lachnit und Wilhelm Rudolf an der Hochschule für Bildende Künste Dresden (HfBK). Danach arbeitete er in Dresden als freischaffender Künstler. Er war bis zu deren Auflösung 1952 Mitglied der Dresdener Künstlergruppe Das Ufer und danach des Verbandes Bildender Künstler der DDR. Er gehörte auch dem Dresdner Künstleraktiv 1957 an, einer Ausstellungsgruppe namhafter Künstler, u. a. Hans und Lea Grundig und Eva Schulze-Knabe, die sich mit dem Ziel des Kampfes gegen den Faschismus zusammengeschlossen hatten.
Ab 1954 war David Dozent an der Arbeiter- und Bauernfakultät der HfBK dann und zusätzlich bis zu seinem Ableben Direktor der Fachschule für Angewandte Kunst in Schneeberg. Zu seinen Schüler in Dresden gehörte Manfred Eckelt.
1960 unternahm David eine Studienreise nach Nordkorea.
Druckgrafiken Davids befinden sich u. a. im Kunstfonds des Freistaats Sachsen.

## Ausstellungsbeteiligungen (mutmaßlich unvollständig)
- 1948: Dresden, Haus des Kulturbunds („Die Jungen. Malerei, Grafik, Plastik“)

- 1948: Zwickau, Städtisches Museum („Schau der Jüngsten. Maler, Graphiker, Bildhauer“)
- 1951: Dresden, Staatliche Kunstsammlungen („Das Ufer“)[2]
- 1956: Halle, Galerie Moritzburg („Deutsche Landschaft“)
- 1958/1959: Dresden, Vierte Deutsche Kunstausstellung
- 1958: Berlin, Deutsche Akademie der Künste (Jahresausstellung)
- 1958: Moskau, Ausstellungssaal Manege („Werke der bildenden Kunst der sozialistischen Länder“)
- 1959 und 1960: Stralsund, Kulturhistorisches Museum, bzw. Dresden, Schloss Pillnitz („Kunst ist Waffe. Dresdner Künstleraktiv 1957“)
- 1961: Dresden, Bezirkskunstausstellung
- 1970: Berlin, Altes Museum („Auferstanden aus Ruinen. Druckgraphik und Zeichnungen 1945–1970“)
- 1974: Karl-Marx-Stadt, Bezirkskunstausstellung

### Postum
- 1977/1978: Dresden: VIII. Kunstausstellung der DDR
- 1983: Dresden, Galerie Kunst der Zeit (mit Rolf Krause)
- 1984: Dresden, Pretiosensaal des Schlosses („Das Ufer“. Gruppe 1947. Dresdner Künstler. Malerei, Grafik, Plastik 1947–52)